# Jaén
Jaén er en by og kommune i det sydlige Spanien i provinsen Jaén. Den har et indbyggertal på 112.074 (2024) indbyggere.